# Montel Vontavious Porter

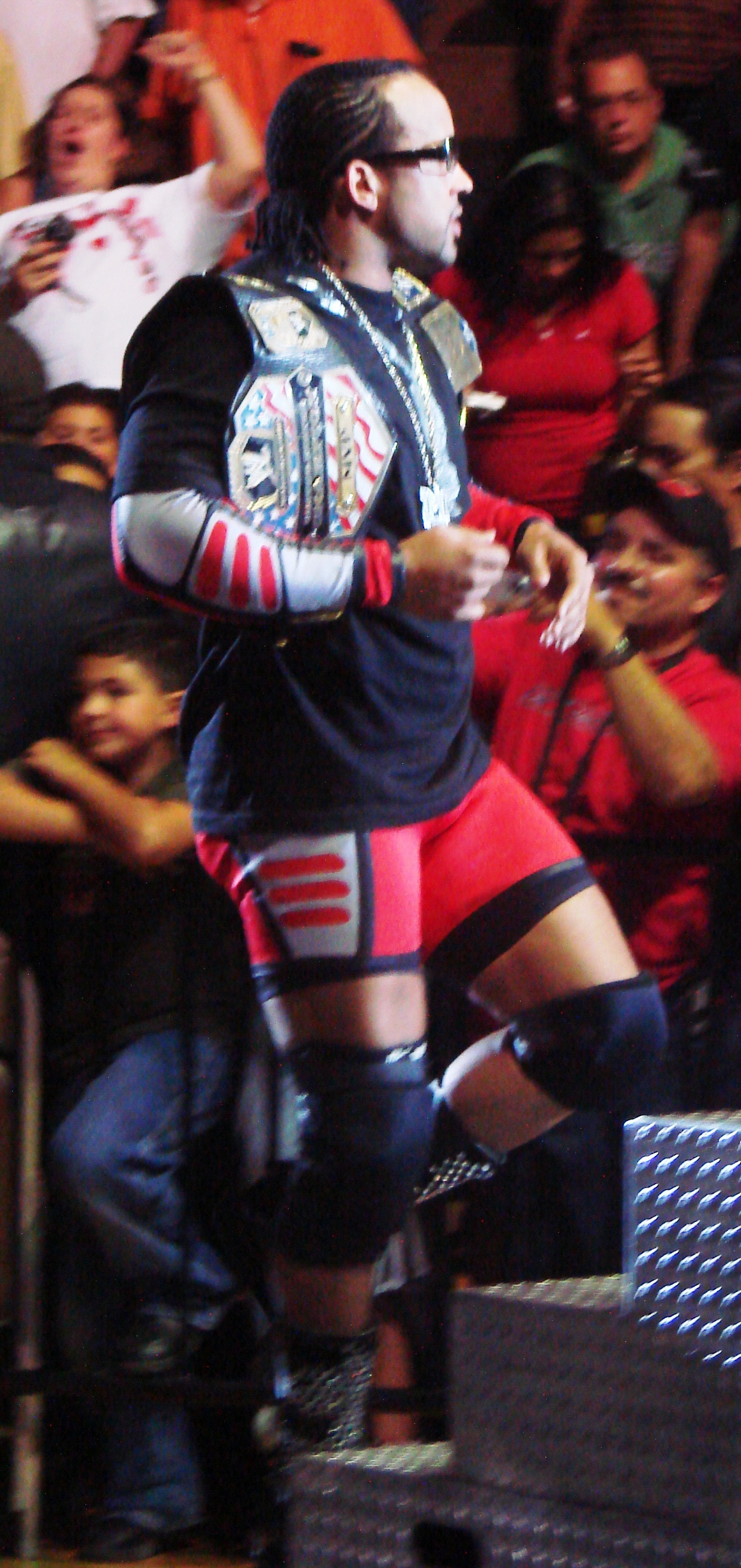
MVP z pasami WWE United States Championship (prawe ramię) i WWE Tag Team Championship (lewe)

Alvin Burke Jr (ur. 28 października 1973 w Liberty) – amerykański zawodowy zapaśnik, występujący w federacji World Wrestling Entertainment, w rosterze Smackdown. Dwukrotnie zdobył pas WWE United States Championship oraz jednokrotnie WWE Tag Team Championship. Wcześniej występował w TNA. 2 grudnia 2010 poprosił o rozwiązanie kontraktu z WWE.
Obecnie powiązany jest z New Japan Pro-Wrestling. W 2014 roku MVP powrócił jako tajemniczy inwestor do TNA.

## Osiągnięcia
Coastal Championship Wrestling
- CCW Heavyweight Championship

Future of Wrestling
- FOW Tag Team Championship

Pro Wrestling Illustrated
- PWI sklasyfikowało go na 23. miejscu z 500 najlepszych pojedynczych wrestlerów 2008 roku.

World Wrestling Entertainment
- WWE Tag Team Championship
- WWE United States Championship (2 x)

Nagrody Wrestling Observer Newsletter
- Most Improved (2007)
- Most Underrated (2008)

New Japan Pro-Wrestling
- 1x NJPW Intercontinental champion